# Pomnik ofiar I wojny światowej w Lwówku Śląskim
Pomnik ofiar I wojny światowej w Lwówku Śląskim – pomnik wojenny ku czci niemieckich żołnierzy poległych podczas I wojny światowej, znajdujący się na plantach w Lwówku Śląskim, przy zbiegu ulic Zamkowej i al. Wojska Polskiego. Pomnik tworzy półkolisty mur, na którym pierwotnie zamocowane były tablice z nazwiskami poległych w czasie wojny mieszkańców miasta i okolic. Mur zakończony jest pylonami z płaskorzeźbami postaci kobiety i mężczyzny. W centralnym miejscu pomnika stoi cokół z figurą wojownika z tarczą, który jest pogrążony w żałobie.  Po 1945 roku pomnik był sukcesywnie niszczony.

## Historia
Po zakończeniu I wojny światowej z inicjatywy niemieckich stowarzyszeń kombatanckich oraz Stahlheimu, by wzmocnić morale po przegranej wojnie, tworzono masowo pomniki wojenne w wielu miasteczkach i wioskach.

W 1922 roku w Lwówku Śląskim zapadła decyzja, by wznieść kamienny symbol ku czci żołnierzy poległych podczas I wojny światowej (1914–1918), ze szczególnym uwzględnieniem tych, którzy pochodzili z Lwówka Śląskiego. Na początku lutego 1922 roku zatwierdzone zostało położenie pomnika na lwóweckich plantach oraz główny projekt, który stworzył budowniczy miejski Möller (twórca m.in. projektu budynku Zespołu Szkół Ogólnokształcących w Lwówku Śląskim). Dwa miesiące później podano w lokalnej gazecie:

„Koszt robocizny mistrza kamieniarskiego przy piaskowcu na pomnik bohaterów dla poległych z miasta wyniósł 93 tys. marek, natomiast całkowite koszty wyniosły 150 tys. marek.”

 Po zakończeniu prac, w niedzielę 26 lipca 1922 roku, na lwóweckiej promenadzie miało miejsce uroczyste odsłonięcie pomnika.
Pomnik miał za zadanie przypominać kolejnym pokoleniom, jakie były skutki wojen toczonych w Europie. Propagował postawę patriotyzmu, waleczności, bohaterstwa i poświęcenia. Z drugiej strony przypominał o tragicznym losie tych, którzy wyruszyli przed laty i zginęli na linii frontu. Sytuacja się zmieniła po 1945 roku, kiedy w mieście pojawili się Polacy, którzy w pomniku dopatrywali się symbolu niemieckiego militaryzmu. Po II wojnie światowej pomnik został częściowo zniszczony. Zdemontowano płyty z imionami i nazwiskami poległych, a wiele osób wykorzystywało to miejsce do zaspokajania swoich potrzeb fizjologicznych.

## Charakterystyka
Pomnik składał się z kamiennej balustrady z nazwiskami poległych mieszkańców miasta. Dodatkowo w górnej krawędzi wykuto napis „Wir starben fūr euch” (pl. „Ginęliśmy za Was”). Mur oflankowano z dwóch stron cokołami z płaskorzeźbami mężczyzny z młotem i płaczącej kobiety. Owa kobieta była symbolem zrozpaczonych matek, sióstr i żon, które nie mogły pogodzić się ze śmiercią ukochanej osoby. Z kolei mężczyzna to symbol silnego ojca i brata, niewylewnego w uczuciach, także poświęcającego się dla swej ojczyzny, nie w boju, lecz codzienną pracą. W centrum pomnika umieszczono duży cokół z nietypową rzeźbą opartego o tarczę półnagiego wojownika, który wydaje się, że zasnął snem wiecznym, a razem z nim żołnierze. 

„Całość utrzymana jest w stylu modernistycznym, w wydaniu typowym dla sztuki niemieckiej lat 20. XX w., ze skłonnością do monumentalizmu z cechami antykizującymi i symbolicznym przesłaniem: wojownik zgięty w bólu, ale przecież z tarczą, niepokonany do końca, żałobnica – symbol pogrążonych w smutku kobiet i robotnik – uosobienie siły, pracy oraz nadziei.”

.

## Rewitalizacja pomnika
Na 2018 rok zaplanowano konserwację pomnika w ramach środków, jakie Lwówek Śląski otrzymał z regionalnego programu operacyjnego dla Województwa Dolnośląskiego na rewaloryzację murów obronnych.
Projektant stan zachowania pomnika określił jako przeciętny, a stopień osłabienia odporności mechanicznej kamienia jako niewielki, wskazując jednocześnie, iż w najgorszym stanie była posadzka kamienna, gdzie ok. 30% płyt było do wymiany. Ponadto drobnych napraw wymagał kamienny cokół, widoczny od tyłu kolumnady pełniący rolę fundamentu.